# Rötz
Rötz là một thị trấn thuộc huyện Cham, bang Bayern, Đức. Nơi đây nằm cách Cham 17 km về phía tây bắc và cách Schwandorf 30 km về phía đông.